# Krigsåret 1795

## Pågående krig
- Franska revolutionskrigen (1792-1802)[1], andra koalitionskriget (1798-1801) 
  - Frankrike med flera på ena sidan
  - Österrike, Storbritannien, Ryssland med flera på andra sidan

- Indiankrigen (1622-1918)
  - Diverse stater i Amerika på ena sidan
  - Diverse indainstammar på andra sidan

- Kriget mot ohioindianerna (1785-1795)
  - USA på ena sidan.
  - Västra konfederationen på andra sidan.

## Födda
- 6 september – Achille Baraguey d’Hilliers, fransk fältmarskalk.
- 19 oktober – Arthur Morin, fransk general.
- okänt datum – Henry Havelock, brittisk general.

## Avlidna
- okänt datum – Fabian Casimir Wrede, svensk general.
- okänt datum – Henry Clinton, brittisk överbefälhavare.

### Fotnoter
1. ↑  ”World Statesmen”. http://www.worldstatesmen.org/WARS.html. Läst 28 juni 2011.